# Dům čp. 6 (Štramberk)
Dům čp. 6 stojí na Náměstí ve Štramberku v okrese Nový Jičín. Roubený dům byl přestavěn na konci 18. století do zděné podoby, v polovině 19. století bylo postaveno empírové atikové patro spojené se sousedním domem čp. 5 a ve dvacátých letech 20. století byla fasáda a průčelí upraveno do českého novobaroka. Byl zapsán do Ústředního seznamu kulturních památek ČR před rokem 1988 a je součástí městské památkové rezervace.

## Historie
Na náměstí bylo postaveno původně 22 domů s dřevěným podloubím, kterým bylo přiznáno šenkovní právo. Uprostřed náměstí stál pivovar. První zděný dům čp. 10 byl postaven v roce 1799 a následovaly další přestavby domů s barokními štíty. V roce 1855 postihl Štramberk požár, při něm shořelo na 40 domů a dvě stodoly. V třicátých letech 19. století stálo kolem náměstí ještě dvanáct dřevěných domů. Do první čtvrtiny 19. století byl dům v majetku šenkovního měšťana Hanzelky a jeho rodiny.Ve dvacátých letech 20. století Josef David starší upravil dům na obchod s masem a uzeninami, který byl v roce 1948 znárodněn. V devadesátých letech 20. století dům byl v restituci vrácen potomkům rodiny Davidů.

## Stavební podoba
Dům je volně stojící přízemní zděná stavba na obdélném půdorysu barokním štítem průčelí orientovaným do náměstí a sedlovou střechou. V polovině 19. století byly sousední domy na Náměstí čp. 5 a 6 spojeny empírovým atikovým patrem. Soutku mezi domy propojila zeď, ve které byla vrata a v patře slepé okno. Průčelí obrácené do náměstí bylo čtyřosé členěno profilovanou kordonovou a podokenní římsou. V přízemí byla tři kaslíková okna a vchod se segmentovým záklenkem. V atikovém patře byla čtyři slepá okna s okenicemi a nadokenními římsami. Ve dvacátých letech byla otevřena soutka a průčelí domu bylo upraveno do historizující podoby. Členění bylo zachováno. Štít byl upraven do barokní podoby se třemi odstupňovanými okny na společné parapetní římse a oddělené pilastry. Nad okny je půlkruhový tympanon se slepým kulatým oknem. Obrys štítu je zdůrazněn štukovou linkou. Přízemí bylo průběhem doby upraveno. Mezi pravoúhlými vchody jsou dvě výkladní skříně s nadokenní římsou.